# 台灣百合 (電視劇)
《台灣百合》是台灣電視公司2004年八點檔連續劇，共六十集；描述白色恐怖時期受害者的故事。2004年10月26日舉行試片會，11月1日首播。
台視自2019年七月29日起至同年的十一月3日為止，於YouTube官方頻道上傳六十集《台灣百合》影集完整版供觀眾回味。

## 製作及命名
「有多少母親，為她們被囚禁在綠島的孩子們，長夜哭泣。」
中華民國行政院文化建設委員會及財團法人二二八事件紀念基金會均曾提供資料以協助該劇攝製。製作單位認為，在威權統治「白色恐怖」下犧牲者的生命，如同百合花般純潔堅貞，通往天堂的路，也是由百合花所鋪成，故將該劇取名《台灣百合》。

## 劇情概要
劇情由二二八事件切入，敘述國民政府統治台灣早期，政府情報、治安機關以對付「匪諜」為名，遂行白色恐怖，以及當時國府宣傳、準備「反攻復國」的歷史背景，對於當時綠島監獄囚禁政治犯的情形，也多所描繪。

### 內容
- 第一集開始，敘述到國民政府怎樣施壓二二八事件，之後平民就過著被施壓的日子，無時無刻不能隨意亂說話，以免被國民政府的特務抓去審問。一名菜販吳文章正在賣菜的時候，有個候選人拿著愛國的旗幟，隨意插在蘿蔔上，吳文章很生氣，覺得這種旗幟，拿來擦屁股都還嫌太粗，也影響了吳文章做生意，就隨即將旗幟拔起來任意丟棄，有個國民政府的官員，看到此情景，非常生氣，說怎麼可以這麼不愛國，但賣菜的菜販只會說台語，溝通與解釋上都很困難，還好有一位小姐會說「官話」（即華語），也會說台語，當場解決了這一場尷尬。後來跑來一名誰都沒看過的人，隨意撒了傳單，傳單上鼓吹「工農兵大團結」，吳文章搞不清楚怎麼一回事，隨即撿起來看，想不到吳文章這麼一撿，但卻逃跑得最慢，被國民政府「逮個正著」，當場就將吳文章，還有拿到傳單的「可疑人士」抓起來，成了名副其實的政治犯。
- 另外一方面，一位國小女老師王美琴，借給一名大陸人士阿鳳風琴，並彈奏起大陸地方的歌曲〈紅星照我去戰鬥〉。當時，彈奏大陸地方的歌曲是嚴重違法的，有叛國之嫌疑。故此時國民政府以迅速的方式，也將王美琴與阿鳳被逮捕起來，也成了「名副其實」的「女政治犯」。
- 劇中敘述到國民兵是怎樣對待政治犯，也要他們一定要即時回頭，「忠黨愛國」。
- 劇中有許多不人道的虐待方式，其中一集，因一位女囚犯反嘴了項萍，項萍火大了，把這位女囚犯五花大綁，並吊在半空中，看似「天鵝樣」，並要其他也笑項萍的女囚犯們，以「交互蹲跳」的方式，進行「癩蛤蟆吃天鵝肉」的「懲罰」。
- 另外一項「不人道」的懲罰，就是將表現不好的囚犯，關入「水牢」內，當時的囚犯，美名水牢是「海底大飯店」，實際上，被囚禁在水牢內，是非常痛苦的，水牢底部都是海水，腳很難踏到底，要囚犯抓住鐵窗的欄杆不是，要囚犯落入海底也不是，不擅長游泳的囚犯，就很容易淹死在「海底大飯店」內，或者是天氣寒冷的時候，很多身體勇健的囚犯，或者是擅長游泳的囚犯，也因為太冷而冷死在「海底大飯店」內。
- 還有一次，孔處長將一名囚犯丟入石油桶內，然後從階梯的最高處朝著石油桶踢，結果石油桶「受了地心引力」的影響，石油桶每落到一階，囚犯就痛苦得大叫，落到底的時候，囚犯也不省人事，以殺雞儆猴的方式，告誡其他的政治犯不可以隨便亂來，否則下場就像這位在石油桶內的囚犯一樣，生不如死。
- 電視劇的取景，以綠島監獄為主，當然為了順應「復古風」，後階段的取景，也採用台北的紅樓劇場拍攝，具有其「地方特色」，也順應當時的「民風淳樸」。
- 除了每集最後會有五分鐘的時間訪問一位白色恐怖的受難者外，最後一集中，特務馬面仍然找「政治犯」的麻煩，搜出了《美麗島雜誌》，但政府於1987年解禁（包括解除報禁、黨禁等）後，整個事件材告一落幕，政府開放大陸探親後，孔志浩與朱隊長也趁此返回大陸探親，雖然解禁，朱隊長仍然感到彆扭，仍然擺脫不了以前的一些習慣；最後曾經是政治犯的居民，又快樂的在紅樓劇場前，一起玩骰子、吃香腸，長達三十八年、人人聞之色變的「白色恐怖」，劃下了休止符，《台灣百合》連續劇，也圓滿落幕；劇中一些軍官演員，也著軍服向二二八事件罹難者哀悼。

## 主要演員

### 男囚犯
- 蔡振南：飾演許番薯，幫老闆頂罪，也「散播反政府言論」與「知匪不報」而入獄。出獄後，與老闆娘共同賣著大腸包香腸，招牌寫著「人生無常，大腸包小腸」。
- 劉尚謙：飾演鍾山峰，客家人，出身桃園龍潭望族；曾經赤手空拳對付凌虐綠島百合的三名士兵，並仗義為綠島百合作證，使三個中國兵均受懲罰，而也難逃被軍方當成眼中釘的麻煩。
- 李興文：飾演嚴峻，是一位精通外科的醫生，與丁紅玉相戀，與特務小韓為情敵關係，最後與小韓一起被孔志浩槍斃。
- 談學斌：飾演廖金獅，劇中年齡四十五到五十歲，鄉紳縣議員，全劇坐牢時間最長的政治犯，入獄期間，曾經以絕食抗議的方式，引起了當局的關注。出獄後得悉妻子過世，是林清風替其將四個子女養育成年後，與清風冰釋前嫌。
- 何豪傑：飾演黃國民，二十五歲時被入獄，是一名大學政治研究所的高材生。
- 劉榮凱：飾演游天雄，是一名熱心公益的企業家，但因贊助朋友發行刊物，而牽連入獄。
- 丁力祺：飾演歐華強，劇中年齡二十四歲，隻身來台的青年軍畫家，福州人。在政工隊小組討論發言，被檢舉思想有問題，隨即入獄。其個性沉默，卻有正義感，感情專一。
- 劉志成：飾演張勝雄，年輕時留學日本，因印度努力而獨立成功的例子，萌生台灣獨立的想法，故決定畢生投入台灣獨立運動。國民政府與日方交換條件，將張勝雄引渡回台審判，國民政府勸說張勝雄回歸國民政府，奈何張勝雄抵死不從，最後國民政府以匪諜的罪名將張勝雄槍斃。
- 鄭志偉：飾演潘安，劇中年齡二十五到四十歲，是個煙毒犯，煙癮很大，誰有好處就聽誰；起初覺得政治犯只是沒事喜愛搞政治，只會給自己添來許多不必要的麻煩，最後與政治犯打成一片產生友誼，互相照顧，出獄後留在綠島，成為綠島導賞團導遊。
- 游耀光：飾演蔡長茂，眼科的權威，曾經與一位不講理並插隊的軍官起了衝突，被誣陷入獄；蔡長茂大夫也醫治過杜少將可能會危害生命的眼疾，使杜少將撿回一條命，並向杜少將提出四項交換條件，但杜少將只對前三項條件完全答應，第四項條件只折衷答應，在一次颱風夜為孔志浩之妻接生，母子均安，也改變了孔志浩對政治犯的看法，出獄後在吳文章的協助下，於紅樓劇場附近開了一家診所。
- 林偕文：飾演吳文章，壯碩而憨厚的農夫與菜販，第一集之中佔了重要的戲份。出獄後，在風化場所把風，並販賣情色書刊。
- 陳世憲：飾演李米國，是個追求短利的印刷廠老闆，鋌而走險印了反政府的宣傳單，被控「知匪不報」，判刑五年。
- 汪啟聖：飾演高優師，是個原住民教育家，也是音樂家。
- 安春原：飾演湯英年，劇中年齡二十歲，是個阿美族人。工作時不滿老闆的苛刻，而老闆又扣留他的身分證，憤怒之下想殺死老闆，依殺人未遂罪入獄。

### 女囚犯
- 謝金燕：飾演江千鳳，是王美琴的好朋友，不滿國民政府而加入共產黨。被捕入獄後沒多久，立刻被槍決。
- 郭靜純：飾演丁紅玉，是個沉默、穩重、帶著幾分俠氣的大姐大，獄友都必須尊稱她一聲「大姐」。自己知道自己難逃槍決的命運，故常勇於幫其他獄友爭取出獄機會；最後被槍決前，嚴峻撿到一盒香菸空盒，內有一束丁紅玉的頭髮以及簡短的遺書，隨後即被槍決。
- 章家瑄：飾演王美琴，新婚四十九天的小學音樂老師。因將風琴借給好友阿鳳辦活動，不慎入獄，入獄同時也懷有身孕，坐了六年的政治牢。出獄後，其苦難並沒有因為這樣而結束；有關單位不時的「問候」，使得許多情況倍感困難。所以，實際上，只有坐牢六年的她，一輩子都在坐牢。
- 和家馨：飾演齊秀麗，劇中年齡二十五歲，同與八個月大的孩子共同入獄，共流過淚二次；某天黎明時，齊秀麗被點名叫了出去，最後因匪諜案被槍決。
- 陳立芹：飾演楊蘭芬，劇中年齡十八歲，是獄中最年輕的女囚犯。

### 男軍官
- 楊慶煌：飾演林清風，劇中年齡三十八到四十歲，台北監獄台籍教化科主任，原本與廖金獅同為台共，因辦理自新廖金獅對其極不諒解，犯人移送綠島後也向獄方辭職，改行開餐廳「良心飯店」。
- 吳皓昇：飾演孔志浩中尉，劇中年齡二十八歲，政工幹校計畫栽培的政戰官，綠島監獄中隊長，與黃國民同樣鍾情林彩霞，形成軍官犯人與老百姓之間的三角戀。
- 陸一龍：飾演夏新月，劇中年齡四十五歲，綠島監獄副處長，為人正直和善，熱心幫助政治犯，後而因為幫助鍾山峰見母親最後一面而偽造文書，被革除職務。
- 陳希聖：飾演李豪仁，諧音「你好人」。保安司令部副處長，說話時很好笑，貪財好色。調任綠島時卻與一眾政治犯結下友誼，後而被杜將軍鳥盡弓藏，指示馬面殺害其，最後被許蕃薯救下，其後二人一起開「大腸包小腸」店。
- 薛志正：飾演康志堅少校，因父母妻兒都被共產黨殺害，故非常仇恨共產黨，刑訊手段極為殘忍。之後因發現許多被誣陷的無辜者而對他們產生了同情，最後受不了良心的責備及上級的壓力，選擇自我了斷。
- 李全忠：飾演孔尚武處長，劇中年齡五十歲，階級少將，綠島監獄首任處長，處罰逃犯的方式很殘酷，若有囚犯投海逃亡，則將其裝入麻布袋，丟入海裡餵魚。
- 馬利歐：飾演馬面，職位為特務，劇中年齡二十二歲。因父母親被日本人殺害，親哥哥又死於共產黨手中，所以對共產黨恨之入骨，其處罰方式也非常殘酷；專門找可疑的政治犯麻煩，發覺不對就立即逮捕。
- 羅北安：飾演杜正明少將，劇中年齡四十歲，很受當局的器重與信賴，最後於蔣中正過世後失勢，被調任為駐非大使。
- 鄒少官：飾演麻子張，台北監獄內的看守，辦事不力，喜愛收受犯人與家屬的賄賂，又喜歡欺上瞞下，沒替人做事。
- 胡鴻達：飾演陳來發，台籍看守，林清風的心腹。
- 龍二：飾演朱木青隊長，在綠島負責看守犯人的軍官，對於自己被派駐到綠島一直心生不滿，因此對政治犯也不假辭色，極盡找碴之能事。但因長期與政治犯相處而逐漸培養出兄弟情，於鍾山峰被再次關回綠島後申請延後退伍，以便照顧其與廖金獅，免得二人被新人刁難，直至最後一批政治犯釋放，也結束了在綠島「煎熬」的生涯。
- 吳世陽：飾演老屠，保安司令部的特務，好色的傢伙，也出賣過康志堅少校。
- 蘇文賜：飾演小韓，保安司令部的特務，丁紅玉的前男友，因為與丁紅玉分手心生怨恨，因此舉報丁紅玉，但是卻害得丁紅玉被槍斃而感到萬分後悔。

### 女軍官
- 廖家儀：飾演邱滿，女監的看守，王美琴的初中同學；王美琴入獄後，因為是同學關係而對其特別照顧。
- 吳佳珊：飾演鄧華，政戰官，江蘇人，時常將囚犯家屬送來的東西給私藏，連小孩的奶粉也不放過。或許是因果報應，後也因匪諜案送到綠島，但她仍然不改愛國的心態，時常找別人麻煩與打小報告。出獄以後成為學校教官。
- 陳萍：飾演胡麗卿，劇中年齡二十五歲，受過特務的嚴格訓練，是個精通各國語言的能手。但被馬面陷害入獄，一直期望調回台灣，但無意中在一次表演惹怒杜少將，出獄無期，最後死於非命。
- 廖慧珍：飾演項萍，劇中年齡大約三十歲。因體格壯碩，體格壯碩如「象」，寂寞芳心如「萍」，私底下被女政治犯戲稱「大象」。她就是實施過「癩蛤蟆吃天鵝肉」這項「終極懲罰」的軍官，後因與吳文章在獄中偷情被革職，並在其出獄後共同經營風月場所。

### 親友與其他
- 潘麗麗：飾演羅林妙，劇中年齡三十到三十五歲，最後一起與許番薯賣大腸包小腸。
- 林立青：飾演林彩霞，劇中年齡二十歲，是綠島鄉鄉長的女兒。年幼無知的她，不知道什麼是「政治犯」，也不懂政治；但最後卻以殉情，結束美麗的一生；當地人稱她為「綠島百合」。
- 唐美雲：飾演游陳雪玉，劇中年齡四十歲，游天雄之妻。丈夫入獄後，她費盡千辛萬苦，最後將丈夫給救出來。
- 高慧君：飾演高百合，劇中年齡二十歲，是高優師的女兒。
- 蔡佳宏：飾演林錦桃，劇中年齡三十五到四十歲，助產士。丈夫鍾山峰三度入獄，辛苦撫養的子女長大成人；而在送丈夫由高雄港到綠島時，她請讀初中的兒子打旗語，說：「我、要、你、平、安、回、來！」表示愛夫之切。
- 許慧慧：飾演蘇曉梅，林彩霞的好友。劇中，某一名阿兵哥因當兵太久，欠缺配偶，故獸性大發，進而強暴蘇曉梅；還好由鍾山峰拔刀相助，並與鍾山峰結為義兄妹，而該名獸性大發的阿兵哥，也因長官「官官相護」，使事情「不了了之」，最後返回綠島，照顧林鄉長，並與潘安共結連理。
- 金玉嵐：飾演謝彩衣，劇中年齡三十歲，是夏新月的妻子。很同情政治犯，也替政治犯解決不少麻煩。
- 鄭仲茵：飾演鄭美華，是酒店的「媽媽桑」，林清風的紅粉知己。與林清風開了「良心飯店」後，義務幫忙出獄後卻很難找到工作的政治犯。
- 邱幼旻：飾演素玉，廖金獅的妻子。她總是相信丈夫是個好人，要四個孩子相信他們的父親。獨立扶養四個孩子的她，等不到丈夫出獄，最後卻操勞過度，撒手人寰，離世前交代林清風替其照顧四個子女。
- 秋乃华：飾演周母。
- 小芳芳：飾演阿玲，游天雄的長女。看到官方人員無理闖入民宅，還說出一句：「你進入我家沒脫鞋，你沒禮貌！」隨即官員對阿玲動粗，游天雄隨口用日語粗話罵其混蛋，說：「混帳東西，欺負小孩？」父親仍被抓走；父親被抓走時，還安慰母親一定要勇敢。
- 謝月霞：飾演鍾母，鍾山峰的母親，對從小就失去父親的鍾山峰管教非常嚴格。
- ：飾演周國治，劇中年齡三十歲，王美琴之夫。
- 柯一正：飾演齊父，原本在大陸抗日立下戰功；但受齊秀麗參加共產黨的影響，四處求情，最後仍然喚不回寶貴的女兒。
- 李滔：飾演羅亮光，劇中年齡四十到四十五歲。有錢後一心一意想參選議員，最後捲款潛逃外地，留下債務給妻兒。
- 莊禎顥：飾演小小凱，羅亮光的兒子（兒童版），喜愛跟許番薯一起玩。
- 溫兆宇：飾演大小凱，羅亮光的兒子（成人版），原本因家庭的不完整而成為成天打架的流氓，被蔡長茂訓話一頓後而努力學習，於研究所畢業後，成為大學講師。
- 賀軍政：飾演林鄉長，劇中年齡五十歲，是綠島鄉鄉長，島上的「大戶」；但操了一口「台灣國語」，把「新生」說成「猩猩」。

## 真實人物
《台灣百合》劇中有不少角色是確有其人：
- 游天雄的原型為當年被控「資助匪諜」而身陷冤獄的礦業鉅子劉傳明。
- 張勝雄的原型為參與台灣獨立運動人士陳智雄
- 鍾山峰的原型為與國民政府對抗的二七部隊隊長鍾逸人。
- 高優師的原型為台灣原住民族權利先驅高一生，台灣鄒族人。
- 廖金獅的原型為廖清纏，留日的左翼知識份子，曾組織「赤色救援會」，聲援被捕的台共同志。
- 黃國民的原型為被關押在綠島的政治犯曾國英。
- 林彩霞的原型為堅守真愛為愛殉情的綠島少女蘇素霞。
- 林鄉長的原型為綠島鄉長蘇仙傳，為蘇素霞伯父。
- 孔志浩的原型為愛慕蘇素霞的綠島新生訓導處劉覺生政戰官。
- 湯英年的原型為鄒族青年湯英伸

## 主題曲與片尾曲
- 主題曲：人生借過，蔡振南主唱。
- 片尾曲：山棧花，蔡振南主唱。

## 資料來源
1. ↑  .   [2021-08-25]. （原始内容存档于2021-08-25）.
2. ↑  .   [2021-08-25]. （原始内容存档于2021-08-25）.

- 臺灣電視公司《臺灣百合》節目帶
- 《臺灣百合》電視宣傳海報

## 外部連結
- 《臺灣百合》官方網站 （页面存档备份，存于）

| 台灣電視公司 星期一至五20:00~21:30        | 台灣電視公司 星期一至五20:00~21:30        | 台灣電視公司 星期一至五20:00~21:30 |
| ----------------------------------------- | ----------------------------------------- | ---------------------------------- |
|                                           | 台灣百合 （2004年11月1日-2004年12月24日） |                                    |
| 兄弟姊妹 （2004年4月26日-2004年10月29日） | 野球風雲 （2004年12月27日-2005年2月25日） |                                    |